# Dusicyon avus
Dusicyon avus är ett utdött hunddjur som levde i Sydamerika. Arten dog troligen ut under 300- eller 400-talet.
Artens närmaste släkting var falklandsräven (Dusicyon australis) som likaså är utdöd. Fossil från Dusicyon avus hittades i den region som idag är Patagonien och Pampas i Argentina, Chile, södra Brasilien och Uruguay. Därför antas att hunddjuret levde i grässtäpper och i stäpper med några buskar. Kvarlevor från arten upptäcktes även i en människograv. Troligen hölls Dusicyon avus av Sydamerikas ursprungsbefolkning som husdjur.
Som orsak till artens utdöende utpekas habitatförstöring på grund av klimatförändringar och människans jakt på arten. Enligt andra teorier kan även den introducerade hunden varit inblandad.
Falklandsräven bildades troligen av en population från Dusicyon avus som för cirka 16 000 år sedan under senaste istiden vandrade över det frusna havet till Falklandsöarna.